# Dominique Forcioli
Dominique Forcioli, né le 6 avril 1838 à Ajaccio (Corse-du-Sud) et décédé le 9 novembre 1917 à Ajaccio, est un homme politique français.

## Biographie
Il est le fils d'un négociant d'Ajaccio, Jean Baptiste Forcioli, et d'Anne Cauro.
Avocat à Constantine, en Algérie, il est sénateur de Constantine de 1883 à 1888 et député de Constantine de 1889 à 1898, siégeant comme boulangiste. Il est député de la Corse de 1905 à 1910, inscrit au groupe radical-socialiste.
Battu aux élections du 8 mai 1910 par M. Pugliesi-Conti, maire d'Ajaccio, il ne se représente pas aux élections du 26 avril 1914 et meurt le 8 novembre 1917 à Ajaccio, à l'âge de 79 ans.

## Sources
- « Dominique Forcioli », dans le Dictionnaire des parlementaires français (1889-1940), sous la direction de Jean Jolly, PUF, 1960 [détail de l’édition]